# Кальмар Нюкель

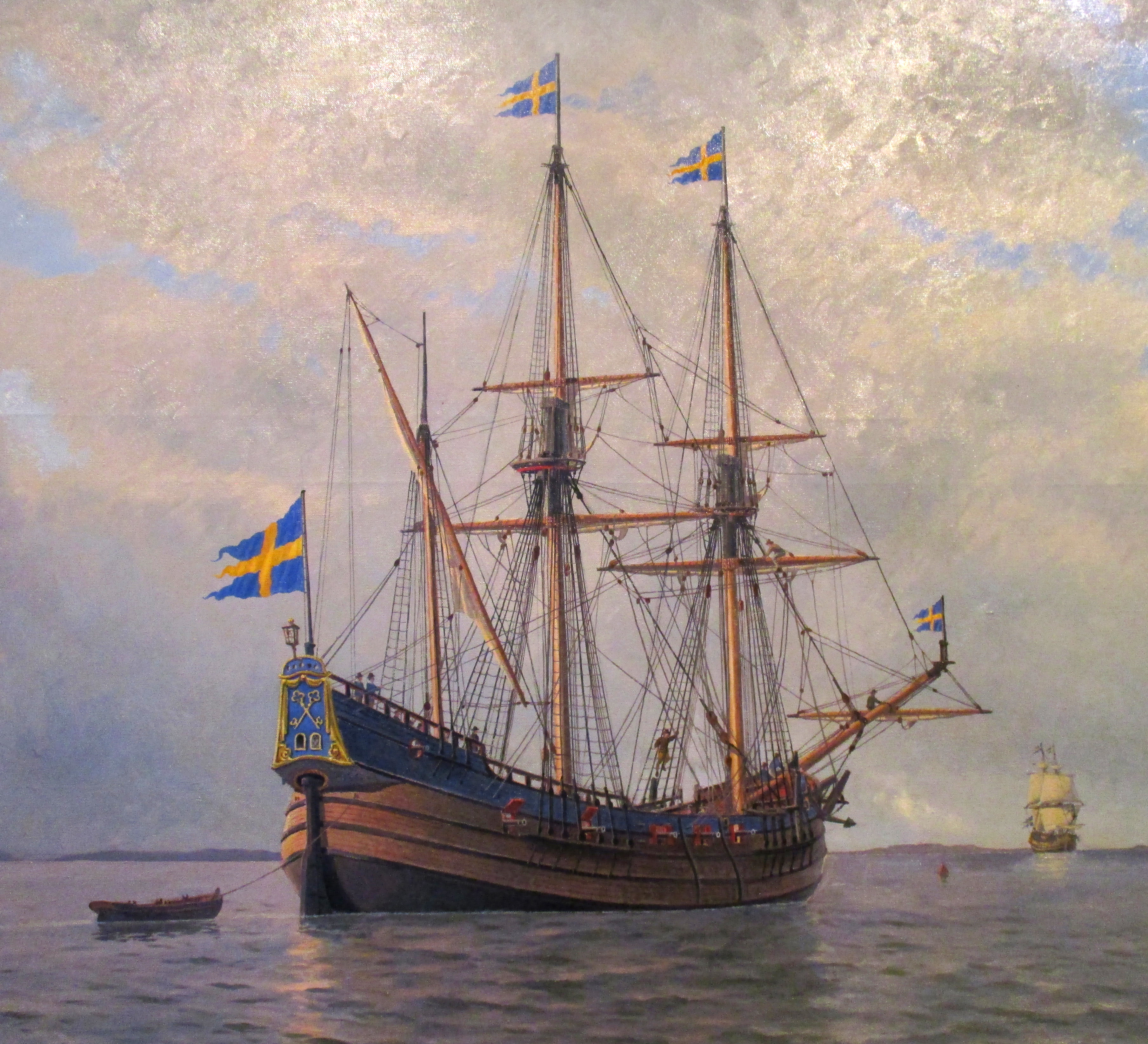
Кальмар Нюккель. Картина Якоба Хаґґа, 1933

«Кальмар Нюкель» (швед. Kalmar Nyckel, букв. «Ключ від Кальмара») — шведський вітрильник XVII століття типу пінаса. У 1637-1638 роках здійснив плавання до Північної Америки, де поселенці заснували колонію Нова Швеція. У 1997 році в місті Вілмінгтон побудована копія цього корабля.

## Історія
Судно побудоване в Нідерландах у 1625 році. У 1629 році судно купило Шведське королівство. Шведи перейменували пінас в «Кальмар Нюкель», що означає «Ключ від Кальмара» — фортеця з такою ж назвою прикривала підступи з моря до міста Кальмар. Незабаром судно включили до складу військово-морського флоту Швеції. Коли шведи вирішили створити колонію в Північній Америці, для доставки поселенців вибрали пінаси «Кальмар Нюкель» і «Фогель Грип» (від швед. Fågel Grip — «Птах Гриф»). У листопаді 1637 року обидва судна з поселенцями вийшли з Гетеборга і вирушили в плавання до Нового Світу. У Північному морі їх наздогнав сильний шторм і пінаси розминулися. «Кальмар Нюкель» віднесло до узбережжя Нідерландів, проте екіпажу вдалося врятувати корабель і відвести його в місцеву бухту. Через тиждень туди ж приплив і «Фогель Грип». Після довгого ремонту кораблі вийшли в плавання . У березні 1638 року судна причалили в гирлі річок Христина і Делавер. На цьому місті Петер Мінуїт засновав поселення Форт-Христина, назване на честь тодішньої королеви Швеції Христини. На кораблях прибуло 24 поселенці. 7 лютого 1640 року «Кальмар Нюкель» вирушив у другое плавання і досяг Форта-Христина 17 квітня, доставивши в шведську колонію нових поселенців. Згодом це судно здійснило ще 2 рейси зі Швеції в колонію і назад. Загалом же з 1637 по 1644 роки «Кальмар Нюкель» зробив 4 рейси до Нового Світу. У 1651 році корабель виведений зі складу військово-морських сил Швеції і проданий купцеві. За іншою версією «Кальмар Нюкель» проданий нідерландцям, які використовували його як корабель ескорту в ході першої англо-нідерландської війни в Північному морі.
У 1986 році американський композитор Бенджамін Ліз написав симфонію, названу на честь корабля «Кальмар Нюкель». Запис симфонії, яку виконав Німецький державний філармонічний оркестр Рейнланд-Пфальца, в 2003 році був номінований на премію Греммі. У 1996-1997 роках в штаті Делавер в США була побудована копія судна. Вітрильник побудували на суднобудівному заводі у Вілмінгтоні на річці Христина, недалеко від однойменного шведського форту. Будівництво корабля почалося 28 вересня 1997 року і закінчилося 9 травня 1998 року. Ширина судна склала 7,6 м, довжина — 32 м, а висота — 3,78 м. Водотоннажність суднв — близько 300 т. Також на кораблі встановили електронне навігаційне обладнання і два 165-сильних дизелі, ретельно їх замаскувавши. Загальна вартість будівництва судна склала до 3,2 млн доларів. Частина фігур декоративного оздоблення копії має портретну схожість з людьми, що сприяли проєкту — від губернатора штату Делавер до добровільних помічників. Ніс пінаса «Кальмар Нюкель» прикрашає різьблений лев — символ могутності й величі. Також на судні встановлено десять гармат. У перший рейс з Вілмінгтона в Балтімор і Аннаполіс «Кальмар Нюкель» вирушив 26 квітня 1998 року. Пізніше корабель брав участь в зніманні італійського фільму «Пірати» (італ. Caraibi) .

## Галерея

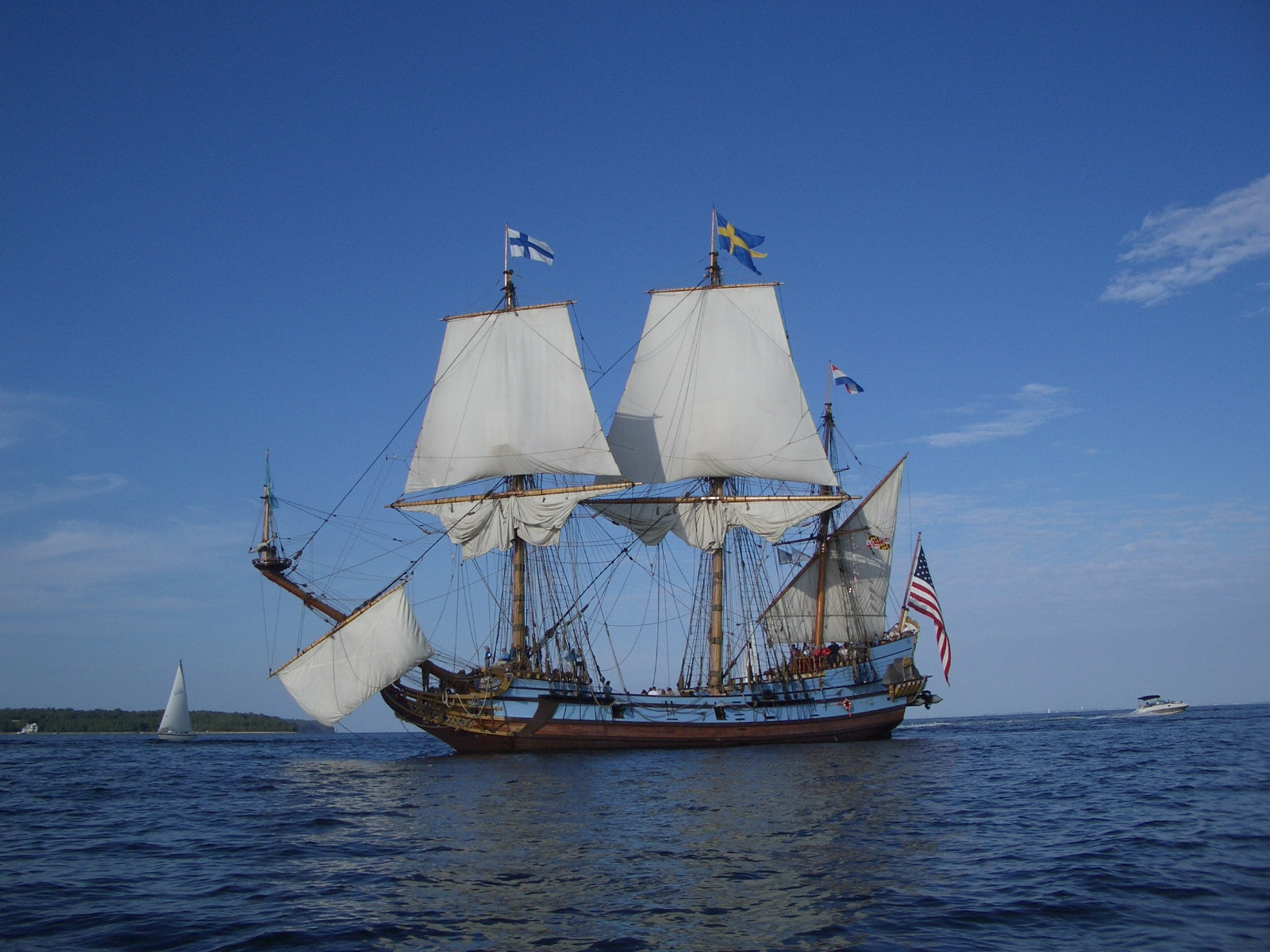
«Кальмар Нюкель» в Чесапікській затоці під американським, шведським і фінським прапорами, 2008 рік
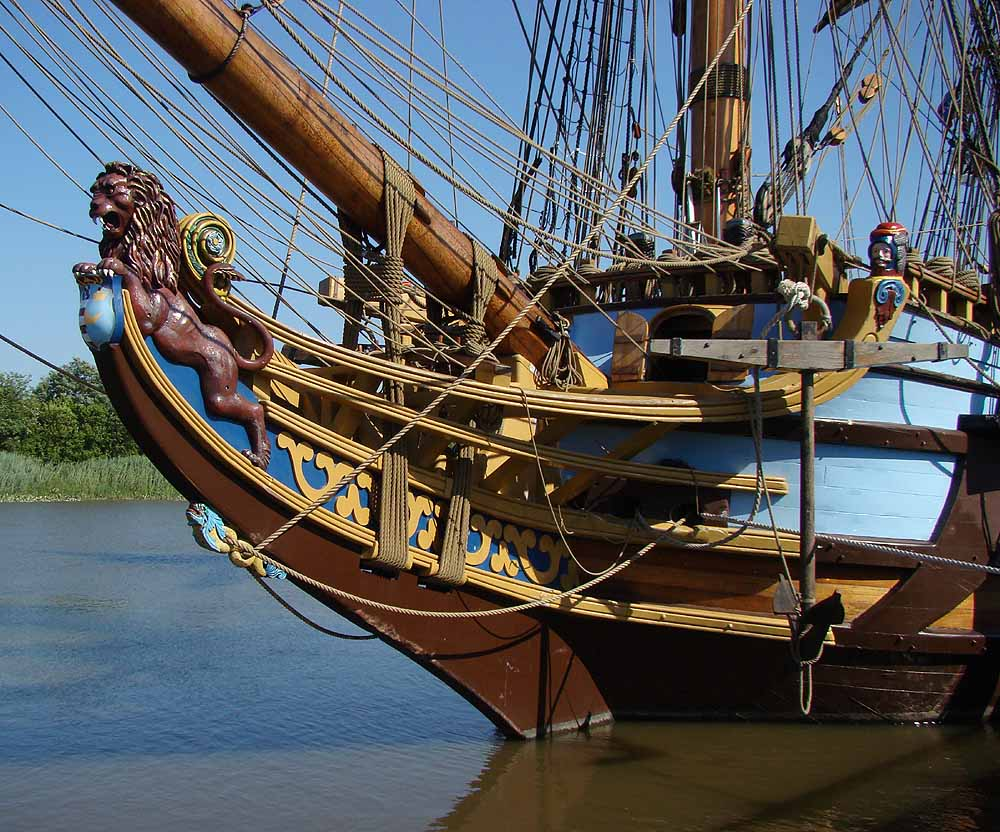
Ніс (княвдигед) корабля
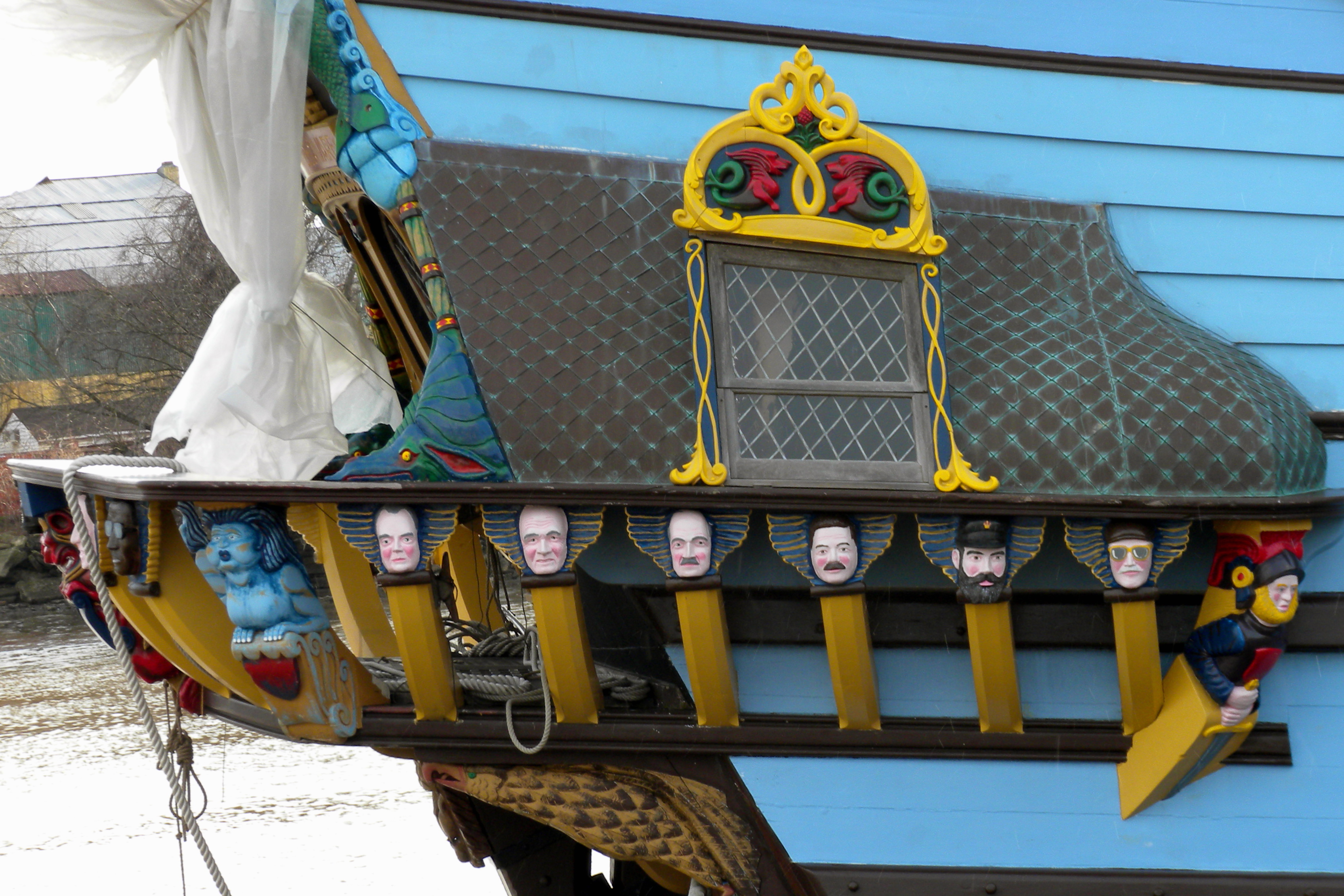
Кормова галерея
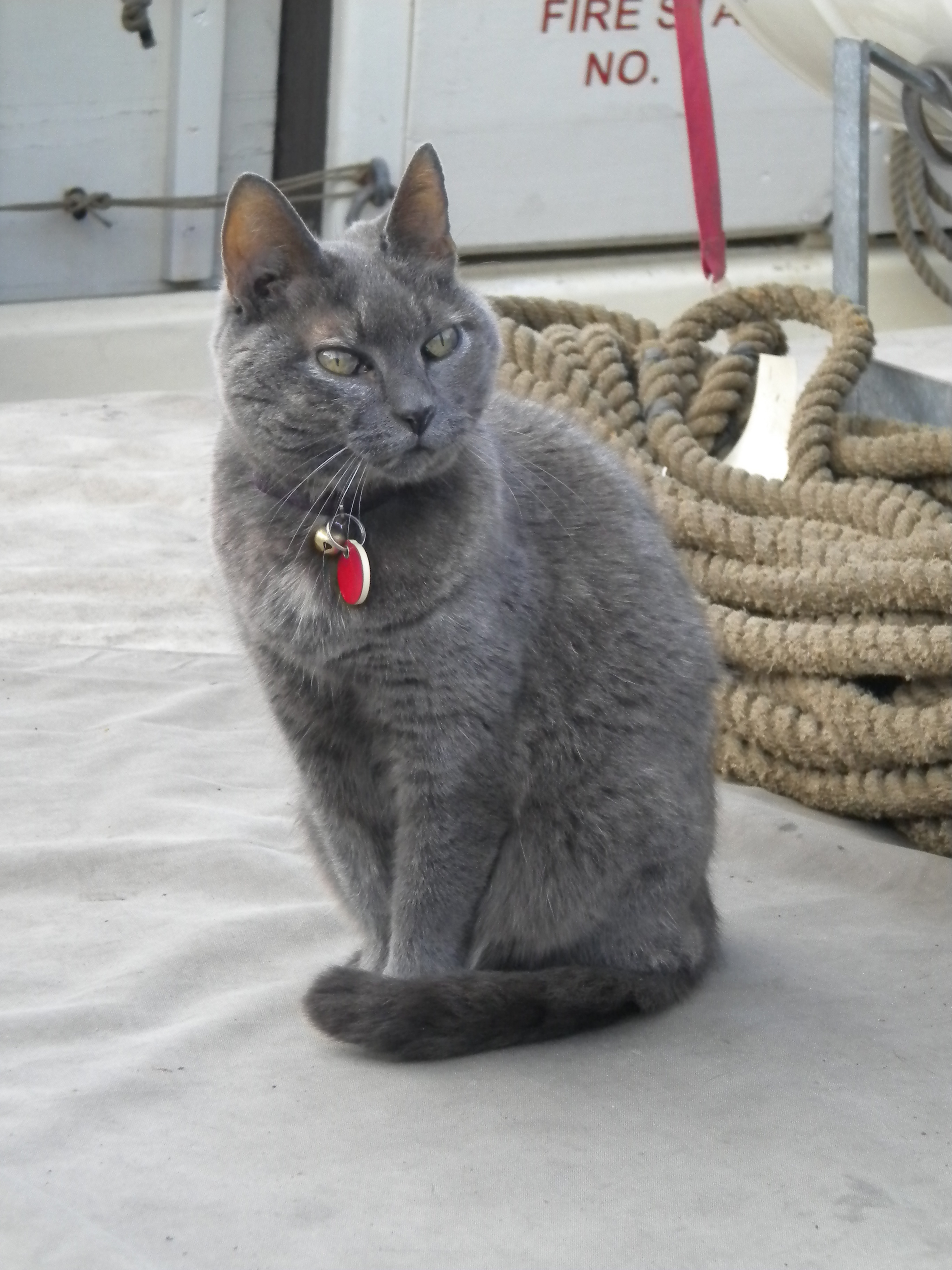
Корабельна кішка